# Placówka Straży Celnej „Pawłów” (Rybin)

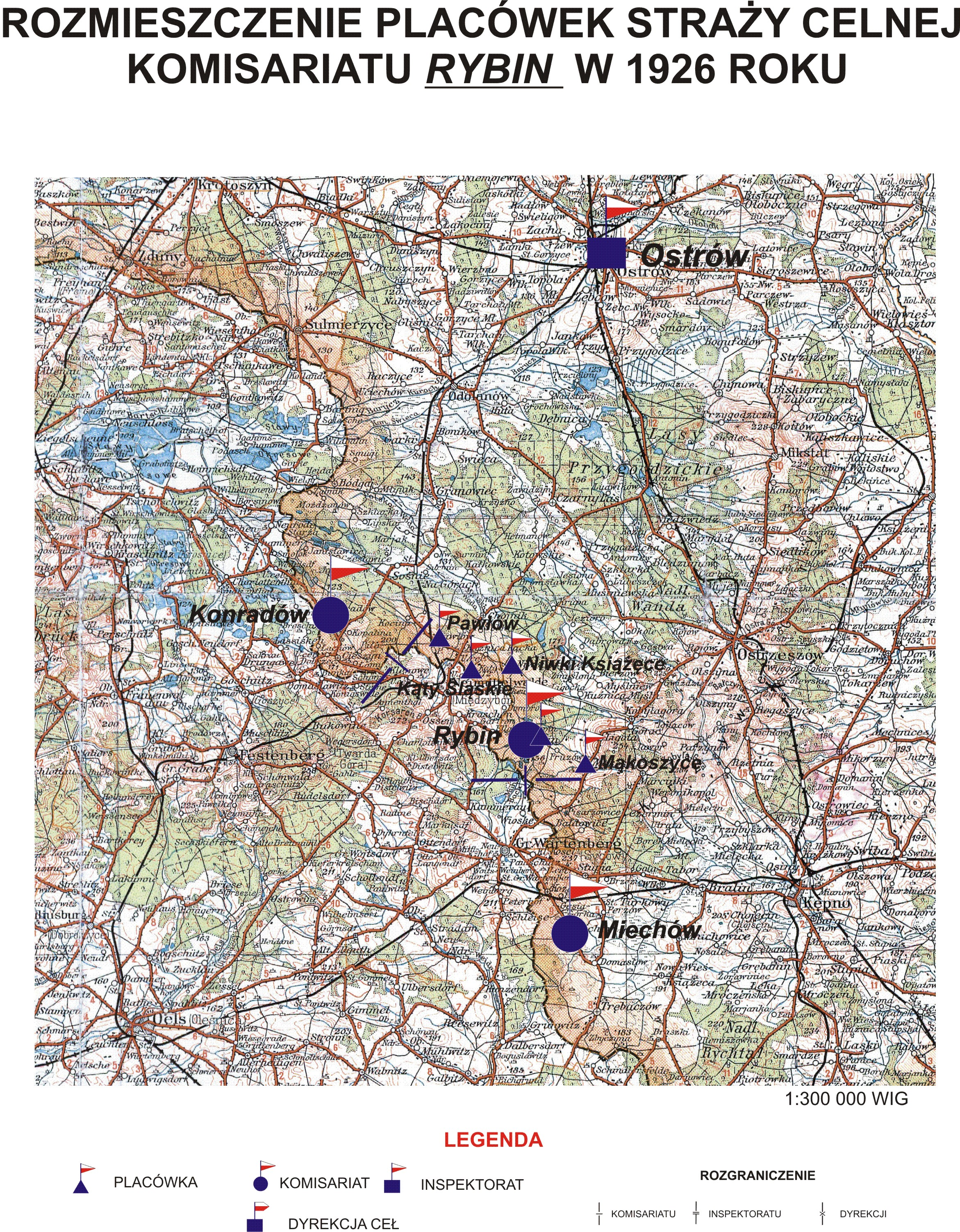
Rozmieszczenie placówek Straży Celnej Komisariatu Rybin

Placówka Straży Celnej „Pawłów” – jednostka organizacyjna Straży Celnej pełniąca w okresie międzywojennym służbę ochronną na granicy polsko-niemieckiej.

## Formowanie i zmiany organizacyjne
Na wniosek Ministerstwa Skarbu, uchwałą z 10 marca 1920 roku, powołano do życia Straż Celną. Jednostki Straży Celnej rozpoczęły przejmowanie odcinków granicy od pododdziałów Batalionów Celnych. W 1921 roku na terenie (wcześniej Konradowa), a później Cieszyna stacjonował sztab 2 kompanii 14 batalionu celnego. 2 kompania wystawiła placówkę w Pawłowie. Proces tworzenia Straży Celnej trwał do końca 1922 roku. Placówka Straży Celnej „Pawłów” weszła w podporządkowanie komisariatu Straży Celnej „Rybin” z Inspektoratu SC „Ostrów”.
W drugiej połowie 1927 roku przystąpiono do gruntownej reorganizacji Straży Celnej. W praktyce skutkowało to rozwiązaniem tej formacji granicznej. Ochronę północnej, zachodniej i południowej granicy państwa przejęła powołana z dniem 2 kwietnia 1928 roku Straż Graniczna.
Rozkazem nr 3 z 25 kwietnia 1928 roku w sprawie organizacji Wielkopolskiego Inspektoratu Okręgowego dowódca Straży Granicznej gen. bryg. Stefan Pasławski określił strukturę organizacyjną komisariatu SG „Sośnie”. Placówka Straży Granicznej I linii „Pawłów” znalazła się w jego strukturze.

## Funkcjonariusze placówki
Kierownicy placówki
| stopień          | imię i nazwisko, numer | okres pełnienia służby | kolejne stanowisko |
| ---------------- | ---------------------- | ---------------------- | ------------------ |
| starszy strażnik | Antoni Borowicz (1371) | był w 1926             |                    |

Obsada personalna placówki w 1926:
- starszy strażnik Antoni Borowicz (1371)
- starszy strażnik Stanisław Wachowiak (928)
- strażnik Franciszek Michalski (1439)
- strażnik Andrzej Tomczak (1463)
- strażnik Feliks Wilczewski (1328)
- strażnik Józef Krzyżyński (652)
- strażnik Augustyn Czerniejewski (1377)
- strażnik Jakub Łasecki (2537)
- strażnik Piotr Jędros (2503)
- strażnik Antoni Rasiak (2663)
- strażnik Piotr Włodarczyk (2769)